# Бові (Техас)
Бові (англ. Bowie) — місто (англ. city) в США, в окрузі Монтаг'ю штату Техас. Населення — 5448 осіб (2020).

## Географія
Бові розташоване за координатами 33°33′24″ пн. ш. 97°50′44″ зх. д. / 33.55667° пн. ш. 97.84556° зх. д. (33.556624, -97.845655).  За даними Бюро перепису населення США в 2010 році місто мало площу 14,35 км², з яких 14,29 км² — суходіл та 0,06 км² — водойми.

## Демографія
Згідно з переписом 2010 року, у місті мешкало 5218 осіб у 2090 домогосподарствах у складі 1392 родин. Густота населення становила 364 особи/км².  Було 2489 помешкань (173/км²).
Расовий склад населення:
| - 91,9 % — білих - 1,0 % — корінних американців - 0,7 % — азіатів - 0,2 % — чорних або афроамериканців - 0,1 % — вихідців з тихоокеанських островів - 4,1 % — осіб інших рас |

До двох чи більше рас належало 2,0 %. Частка іспаномовних становила 11,6 % від усіх жителів.
За віковим діапазоном населення розподілялося таким чином: 24,4 % — особи молодші 18 років, 56,1 % — особи у віці 18—64 років, 19,5 % — особи у віці 65 років та старші. Медіана віку мешканця становила 38,9 року. На 100 осіб жіночої статі у місті припадало 86,6 чоловіків;  на 100 жінок у віці від 18 років та старших — 84,2 чоловіків також старших 18 років.
Середній дохід на одне домашнє господарство  становив 49 031 долар США (медіана — 39 555), а середній дохід на одну сім'ю — 60 442 долари (медіана — 47 937). Медіана доходів становила 48 775 доларів для чоловіків та 30 008 доларів для жінок. За межею бідності перебувало 18,3 % осіб, у тому числі 28,0 % дітей у віці до 18 років та 3,7 % осіб у віці 65 років та старших.
Цивільне працевлаштоване населення становило 2184 особи. Основні галузі зайнятості: роздрібна торгівля — 20,0 %, сільське господарство, лісництво, риболовля — 14,0 %, освіта, охорона здоров'я та соціальна допомога — 13,6 %.